# Омер Ашик
Омер Фарук Ашик (тур. Ömer Faruk Aşık, нар. 4 липня 1986, Бурса, Туреччина) — турецький професіональний баскетболіст, що грав на позиції центрового за декілька команд НБА. Гравець національної збірної Туреччини.

## Ігрова кар'єра

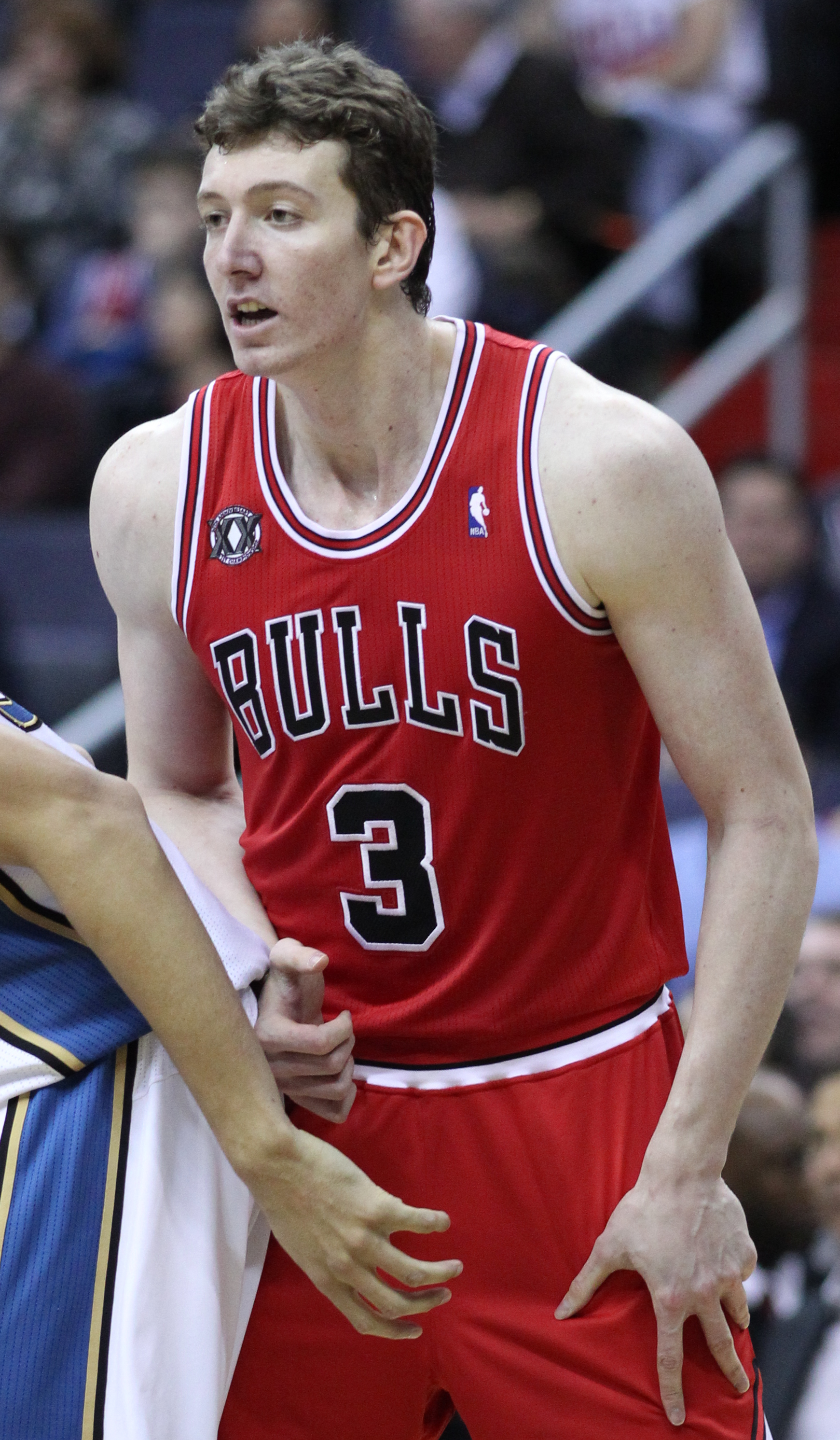
Ашик у грі за «Чикаго», лютий 2011

Професійну кар'єру розпочав 2005 року на батьківщині виступами за команду «Фенербахче». Відігравши два матчі на початку сезону перейшов до БК «ФМВ Ішик».
Наступний сезон виступав за «Алпеллу», а 2007 року повернувся до «Фенербахче» та став гравцем основного складу. 2008 та 2010 року був чемпіоном Туреччини у складі команди, а 2007 та 2008 року брав участь у матчі всіх зірок турецької ліги.
2008 року був обраний у другому раунді драфту НБА під загальним 36-м номером командою «Портленд Трейл-Блейзерс». Проте виступи в НБА розпочав 2010 року виступами за «Чикаго Буллз», куди був обміняний одразу після драфту. Захищав кольори команди з Чикаго протягом наступних 2 сезонів.
З 2012 по 2014 рік грав у складі «Х'юстон Рокетс». 18 січня 2013 року провів найрезультативніший матч в своїй американській кар'єрі, набравши 22 очки у грі проти «Індіана Пейсерз». 1 квітня повторив це досягнення у матчі проти «Орландо Меджик».
2014 року перейшов до «Нью-Орлінс Пеліканс», у складі якої провів наступні 4 сезони своєї кар'єри. У сезоні 2016-2017 захворів на хворобу Крона та пропустив вісім місяців. 
1 лютого 2018 року повернувся до «Чикаго Буллз», куди разом з Джаміром Нельсоном та Тоні Алленом був обміняний на Ніколу Міротича та драфт-пік 2018 року. 22 вересня 2018 року травмувався, а 21 жовтня був відрахований зі складу команди. 26 червня 2019 року НБА припинила контракт Ашика через травму, яка завершила його кар'єру.

## Виступи за збірну
2010 року взяв участь у Чемпіонат світу в складі збірної Туреччини, де здобув з командою срібло.

## Статистика виступів
|  | Лідер ліги |

### Регулярний сезон
| Сезон             | Команда               | GP  | GS  | MPG  | FG%  | 3P%  | FT%  | RPG  | APG | SPG | BPG | PPG  |
| ----------------- | --------------------- | --- | --- | ---- | ---- | ---- | ---- | ---- | --- | --- | --- | ---- |
| 2010–11           | «Чикаго Буллз»        | 82  | 0   | 12.1 | .553 | .000 | .500 | 3.7  | .4  | .2  | .7  | 2.8  |
| 2011–12           | «Чикаго Буллз»        | 66  | 2   | 14.7 | .506 | .000 | .456 | 5.3  | .5  | .5  | 1.0 | 3.1  |
| 2012–13           | «Х'юстон Рокетс»      | 82  | 82  | 30.0 | .541 | .000 | .562 | 11.7 | .9  | .6  | 1.1 | 10.1 |
| 2013–14           | «Х'юстон Рокетс»      | 48  | 19  | 20.2 | .532 | .000 | .619 | 7.9  | .5  | .3  | .8  | 5.8  |
| 2014–15           | «Нью-Орлінс Пеліканс» | 76  | 76  | 26.1 | .517 | .000 | .582 | 9.8  | .9  | .4  | .7  | 7.3  |
| 2015–16           | «Нью-Орлінс Пеліканс» | 68  | 64  | 17.3 | .533 | .000 | .545 | 6.1  | .4  | .3  | .3  | 4.0  |
| 2016–17           | «Нью-Орлінс Пеліканс» | 31  | 19  | 15.5 | .477 | .000 | .590 | 5.3  | .5  | .2  | .3  | 2.7  |
| 2017–18           | «Нью-Орлінс Пеліканс» | 14  | 0   | 8.6  | .438 | .000 | .333 | 2.6  | .1  | .1  | .1  | 1.3  |
| Усього за кар'єру | Усього за кар'єру     | 467 | 262 | 19.6 | .528 | .000 | .551 | 7.2  | .6  | .4  | .7  | 5.3  |

### Плей-оф
| Сезон             | Команда               | GP | GS | MPG  | FG%  | 3P%  | FT%   | RPG  | APG | SPG | BPG | PPG  |
| ----------------- | --------------------- | -- | -- | ---- | ---- | ---- | ----- | ---- | --- | --- | --- | ---- |
| 2011              | «Чикаго Буллз»        | 15 | 0  | 9.9  | .462 | .000 | .300  | 2.1  | .1  | .1  | .5  | 1.0  |
| 2012              | «Чикаго Буллз»        | 6  | 3  | 21.3 | .500 | .000 | .353  | 4.7  | 1.2 | .2  | 1.7 | 3.3  |
| 2013              | «Х'юстон Рокетс»      | 6  | 6  | 34.7 | .564 | .000 | .638  | 11.2 | .5  | .5  | 1.7 | 12.3 |
| 2014              | «Х'юстон Рокетс»      | 6  | 4  | 27.2 | .485 | .000 | 1.000 | 8.2  | .7  | .5  | .7  | 5.8  |
| 2015              | «Нью-Орлінс Пеліканс» | 4  | 4  | 19.8 | .200 | .000 | .571  | 7.3  | 1.5 | 1.3 | .0  | 2.0  |
| Усього за кар'єру | Усього за кар'єру     | 37 | 17 | 19.6 | .486 | .000 | .548  | 5.5  | .6  | .4  | .9  | 4.1  |